# Nikias Schönerstedt
Nikias Schönerstedt (* 21. Juli 2002) ist ein deutscher Basketballspieler.

## Werdegang
Schönerstedt spielte in Österreich in der Jugend der Arkadia Traiskirchen Lions und wurde am Basketball-Bundesjugend-Leistungszentrum Klosterneuburg aufgenommen. In den Spielzeiten 2018/19 und 2019/20 kam er für Traiskirchen auch in der Bundesliga zum Einsatz.
2020 wechselte Schönerstedt nach München, dort spielte er während der aufgrund der Covid-19-Pandemie abgebrochenen Saison 2020/21 für den Regionalligisten MTSV Schwabing und wurde an der Internationalen Basketballakademie München gefördert.
Schönerstedt ging 2021 an die Wilbraham & Monson Academy in den US-Bundesstaat Massachusetts. 2022 nahm er an der Alliance University in New York ein Studium auf und kam auf 17 Einsätze für die Mannschaft der Hochschule, die 2023 ihren Lehrbetrieb einstellte. 2023 wechselte Schönerstedt innerhalb der Vereinigten Staaten an die Seattle Pacific University.